# Alfredo Elio Cocucci
Alfredo Elio Cocucci (Río Cuarto, 20 de abril de 1926 - Córdoba, Argentina, 21 de junio de 2015) fue un botánico, taxónomo, y profesor argentino.

## Biografía
En 1953 se graduó de licenciado en Biología en la Universidad Nacional de Córdoba, y en 1956 realizó el doctorado en Ciencias Naturales, especialidad Biología.
En 1956 fue becario de la Asociación Argentina para el Progreso de las Ciencias, en el Instituto Fitotécnico Santa Catalina de la Universidad Nacional de La Plata (Argentina).
En 1957 fue becario del Missouri Botanical Garden (Jardín Botánico de Misuri) en la ciudad de San Luis (Estados Unidos).
Entre 1967 y 1968 fue becario externo del CONICET (Consejo de Investigaciones Científicas y Tecnológicas) en la Universidad de California en Berkeley (Estados Unidos), y entre 1978 y 1979 fue becario Guggenheim en la misma institución.
Entre 1954 y 1956 trabajó como «jefe de trabajos prácticos» en la Facultad de Ciencias Exactas, Físicas y Naturales de la Universidad Nacional de Córdoba, entre 1957 y 1959 fue «profesor adjunto interino», entre 1959 y 1962 fue «profesor titular interino», entre 1963 a 1992 fue «profesor titular», y desde 1993 «profesor emérito».
En la segunda mitad de la década de 1950 y durante la de 1960, trabajó junto a Emil di Fulvio en el campo de la embriología vegetal. En 1961 ingresó en el CONICET (Consejo de Investigaciones Científicas y Tecnológicas) a la carrera de investigador, llegando a ser «investigador superior».
En 1992 fue «profesor invitado» de la Universidad Federal de Río Grande del Sur (en Porto Alegre).
Es especialista en citología vegetal relacionada con los sistemas reproductivos, en particular de angiospermas.
Tiene noventa trabajos científicos y varios de extensión, principalmente en revistas de circulación internacional. Dirigió diez trabajos de tesis doctorales concluidas y aprobadas.
Desempeñó funciones en organismos de promoción científica:
- 1981-1983: director vicepresidente del CONICET (Consejo de Investigaciones Científicas y Tecnológicas) de la provincia de Córdoba.
- 1984-1987: miembro de la Comisión Asesora de Ciencias Biológicas del CONICET.
- 1987: director consulto del CONICET de la provincia de Córdoba
- 1993-1994: miembro de la Comisión Asesora CASAUF del CONICET
- 1974-2005: vocal y académico secretario de la Academia Nacional de Ciencias, con diversos cargos en su comisión directiva.
- 2005-: vicepresidente de la Academia Nacional de Ciencias.

## Obra
- Cocucci, Alfredo E. (2005) Manual de dibujo científico (pequeño manual de 57 págs., orientado, a biólogos no dibujantes y a dibujantes no biólogos; se ofrece gratis en un archivo.pdf que puede editarse imprimirse, conservando los derechos del autor.[7]
- Hosseus, Carl Curt; y Cocucci, Alfredo Elio (2004): Carl Curt Hosseus: notas autobiográficas. Miscelánea 100 de Academia Nacional de Ciencias (Córdoba, Argentina). Córdoba (Argentina): Academia Nacional de Ciencias, 39 págs.
- Cocucci, Alfredo E.; y Hunziker, Armando T. (1994): Los ciclos biológicos en el reino vegetal. México: segunda edición aumentada y corregida por Alfredo E. Cocucci, 102 págs.
- Cocucci, Alfredo E.; y Münch, Ricardo J. (1986): Fotografía: manual para naturalistas. Córdoba: Academia Nacional de Ciencias, 205 págs.
- Cocucci, Alfredo E. (1964): Sobre la embriología de Butia paraguayensis (Barb.Rodr.) Bailey (Palmae): con especial referencia a la taxonómia de la subfamilia Cocoideae. Trabajos del Museo Botánico 3 (1): 1-29
- Cocucci, Alfredo E. (1964): The life-history of Aa achalensis Schlechter (Orchidaceae). Trabajos del Museo Botánico, 3 (3): 1-10.

## Honores
- 1980: distinguido con el Premio Cristóbal M. Hicken, por la Academia Nacional de Ciencias Exactas Físicas y Naturales, Buenos Aires. Incorporándose como académico ese mismo año siendo presentado por el Dr. Juan Hunziker[8]
- 1993: Premio Konex de "Diploma al Mérito - Botánica"[9]

### Eponimia
- (Solanaceae) Sclerophylax cocuccii Di Fulvio[10]

### Dónde se lo cita
- El diseño al servicio de la ciencia, El dibujo y la ilustración científica en Argentina por Marcelo Adrián Torres
- Germinação: Do básico ao aplicado Escrito por Alfredo Gui Ferreira y Fabian Borguetti
- Anatomia comparada da antera de espécies de Passiflora L. (Passifloraceae) do Rio Grande do Sul Dettke, Greta Aline 2009
- XXXIII Jornadas Argentinas de Botánica, Posadas, 7 de octubre de 2011
- Colección Biota Rioplatense/Flora Rioplatense 3vol1
- Revista de la Facultad de Ciencias Exactas, Físicas y Naturales, Universidad Nacional de Córdoba 19(1–2): 361. 1957. (Revista Fac. Ci. Exact.).